# Iulian Mincu
Iulian Mincu, né le 21 mai 1927 et mort le 31 juillet 2015, est un médecin et homme politique roumain. Médecin personnel de Nicolae Ceaușescu, il est ministre de la Santé de 1992 à 1996.